# IMac
iMac je ime za obitelj računala koje proizvodi američka tvrtka Apple Inc.  od 1998. Nakon svoje pojave iMac je doživio mnoga poboljšanja, no osnovno svojstvo porodice ovih računala jest da su zaslon, matična ploča računala, memorija, tvrdi disk, optički disk smješteni u jednom nedjeljivom kućištu, dok su jedine vanjske periferne jedinice: tipkovnica i miš.

## Povijest razvoja

### Uvod
Nakon svoga ponovnog dolaska na čelo tvrtke Apple 1997., Steve Jobs je usmjerio svoju snagu da obnovi računarsku ponudu tako da je smanjio broj linija. Tako da je 199. od stolnih računala ostalo je Power Macintosh G3, i linija jeftinijih računala zvanih Performa prestala su se proizvoditi.  Čelništvo tvrtke Apple odlučilo je izbaciti nasljednika Performe, te su 7. svibnja 1998. najavili da će prva iMac računala biti puštena u prodaju u SAD,  15. kolovoza 1998.

### iMac G3
iMac G3 je u mnogočemu slično prvom Macintoshu tvrtke Apple: osnovni dijelovi su u jednom kućištu (zaslon i računalo), jedinstven dizajn, koncentracija na male detalje, ugrađena ručka za prenašanje, zatvorena hardverska arhitektura. No, iMac G3 je također bio i hrabri korak naprijed za Apple. Za razliku od mnogih drugih proizvođaća, Apple se riješio svih međuspojnika s prijašnjih Apple računala, disketne jedinice (prva tvrtka koja je ovo napravila) i nestandardnih sabirnica. Ovaj potez je bio kritiziran od mnogih, no ovo omogućio tvrtci Apple da se riješi troškova održavanja hardverske kompatibilnosti s ranijim generacijama Macintosh računala. U osnovnoj izvedbi iMac je imao sljedeća svojstva:
- Inačica: (Revision A) (M6709LL/A)
- Mikroprocesor Power PC G3 s 512 KB L2 cache
- Takt: 233 Mhz
- Radna memorija: 32MB RAMa
- Grafika: posebno integrirano kolo ATI Rage IIC s 2MB SGRAMa
- Tvrdi disk: 4GB
- Optička jedinica: CD-ROM
- Zvuk: Ugrađeni zvučnici
- Zaslon: Ugrađeni 15" (38 cm)
- Ulazno/Izlazne jedinice:  USB x 2, Ethernet  100Base-T, Modem 56kbps, Audio 3.5mm, ulaz za mikrofon

Kod prve prodaje cijena iMaca bila je US $1.200. U cijenu je bio uključeno sljedeće: operativni sustav Mac OS 8.1, applikacija Apple Works, CD s demoprogramima.
Po svojem izgledu i astetici, prvi iMac je bio u mnogo čemu izazovan i drugačiji od ostalih računala: providna plastika prvotno u bondi plavoj, kućište jajatog oblika, ručka za prenašanje, miš u obliku paka, posebna vratašca za ulazno/izlazne jedinice. Korištenje providne plastike su prihvatile i mnoge druge tvrtke, koje su kasnije na tržiste prodavale uredski inventar u prozirnoj obojenoj plastici. Za dizajn iMaca zaslužan je Jonathan Ive, koji je trenutno potpredsjednik za dizajn u Appleu.
Hardver se konstantno unapređuje, tako da u bondi plavoj boji također i izlaze sljedeće inačice:
- Revision B (M6709LL/B), 17. listopada 1998.: Power PC 233 Mhz, grafička kartica ATI Rage Pro sa 6 MB SGRAMa, operacijski sustav Mac OS 8.5
- Revision C, 17. siječnja 1999., u pet okusa (M7389LL/A (crvena), M7345LL/A (plava), M7392LL/A (zelena), M7390LL/A (ljubičasta), M7391LL/A (narančasta)); Power PC 266 Mhz, IrDA izlaz, grafički procesor ATI Rage Pro Turbo sa 6MB SGRAMa
- Revision D, 14. travnja 1999., Power PC 333 Mhz

Poslije Revision D,  Apple je osvježio dizajn iMac G3 linije, tako što su promijenili optičku jedinicu s ladičnim ubacivanjem medija, s čitačem koje je motorizirano izbacivao medije (eng slot loading), te su također dodali sklopovlje za: bežični LAN, firewire, bluetooth, brže mikroprocesore, bolje grafičke kartice, DVD optičke čitaće, CD-RW jedinice.
- 5. listopada, 1999. - modeli: iMac/iMac DV/iMac DV SE. Prvi modeli s firewire podrškom. Power PC s 350Mhz ili 400Mhz. Modeli s 350 Mhz nisu imali firewire, dok su svi modeli imali isti grafički integrirani krug ATI Rage 128 Pro s 8MB VRAMa. (plava ribizla boja)
- 19. srpnja 2000. - modeli: iMac/iMac DV/iMac Dv+/iMac DV SE. Modeli DV+ i DV SE imaju motoriziranu DVD-ROM jedinicu, bez ladičnog punača. Power PC mikroprocesori s taktom od: 350 (bez firewire podrške), 400, 450 ili 500 Mhz. Boje: siva, crvena, bijela, indigo plava, zelena.
- 22. veljače 2001. - modeli: iMac/iMac DV/iMac DV SE. Poboljšani Power PC mikroprocesori: 400, 500 Mhz (PPC750CXe), ili 600Mhz (PPC750CXe). Jedinica sa 600Mhz ima novu matičnu ploču zvanu Pangea s grafičkim procesorom ATI Rage 128 Ultra sa 16MB VRAMa. Uz boje također se pojavljivaju i prvi dezeni: plavi dalmatinac, i flower power (cvjetni uzorak) uz indigo (plava) i grafitna (siva). U ovoj liniji prvi put se pojavljuju CD-RW jedinice.
- 18. svibnja 2001. - Power PC procesori s 500, 600, ili 700 MHz (PPC750CXe). Boje: indigo, graftna, sniježno bijela. Pojavom prvog G4 u siječnju 2002., Apple prestaje proizvoditi iMac sa 700 Mhz mikroprocesorom. Dok modeli s 500 i 600 Mhz Power PC procesorom proizvode se do 2003.

Pojavom novih modela, boje kućišta su se mijenjale, neki su također imali i dezene. U cijelom nizu iMac G3, bilo je upotrebljeno 13 raznih nijansi i šara. U kasnijim izvedbama, iMac je samo dostupan u snježno bijeloj boji kućišta.

## iMac G4 - plosnati zaslon
Apple je nastavio poboljšavati iMac liniju, i u siječnju 2002. nastaje novi model:  katodna cijev je zamijenjena s LCD zaslonom od 15", poboljšanim mikroprocesorom četvrtom generacijom (G4) Power PC mikroprocesora (PPC 74xx-serija) , i novijom grafičkim integriranim kolom. Dizajn nove jedinice je bio sličan stolnoj lampi, s pomičnom rukom i postoljem u kojem se nalazio ladičasta CD-RW jedinica. Zbog sličnosti s animiranom lampom Luxo Jr. iz Pixarove radionice (inače Steve Jobs je bio vlasnik te tvrtke). Zbog toga je ovaj novi iMac bio satirično imenovan od tiska - iLamp (lamp - lampa). Pojavom novog iMaca nije prestala proizvodnja starijih G3 modela s katodnim cijevima, jer novi G4 nije mogao imati nisku cijenu kao stariji model zbog toga što su LCD ekrani bili skuplji od kadodnih cijevi.  Dvije godine poslije  (2004.) prestaje proizvodnja iMacova s katodnim cijevima.  
- 7. siječnja 2002. — Apple predstavlja novi iMac u tri inačice s 15" zaslonom i taktovima 700 i 800 Mhz (M9250LL/A)
- 17. srpnja 2002. - novi 800 Mhz model sa 17" zaslonom, i novim grafičkim procesorom (M8812LL/A)
- 4. travnja 2003. - novi modeli sa stanjenim profilima: 15" zaslon i 17" s 1.0Ghz taktom (M8935LL/A). Novi 17" model ima ugrađeni AirPort Extreme (Wi-Fi) te Bluetooth
- kolovoz 2003. - novi iMac 15" s radnim taktom od 1.0Ghz (M9285LL/A) i 17" s radnim taktom od 1.25Ghz( M9168LL/A). Oba modela dobili su USB 2.0, DDR RAM, AirPort Extreme i Bluetooth
- 18. studeni 2003. – 20"  iMac (M9290LL/A) s radnim taktom od 1.25Ghz

U travnju 2002. Apple također izbacuje i eMac, koje je zapravo iMac s katodnim zaslonom od 17" u jajastom okviru kao i originalni iMac. Razlog izbacivanja ovog modela bila je da se zadovolji tržište obrazovnih ustanova kao i potrošača s nižom platežnom moći. Inače prefiks 'e' značilo je education  (obrazovni), i ova inačica je bila dostupna svakom potrošaču do  2005., kada na tržištu izlazi Mac Mini, nakon čega je eMac ostao dostupan samo obrazovnim ustanovama.
iMac G4 linija je dobila postupna poboljšanja: veće ekrane 17" te 20" u širokom formatu, bolju grafiku i brže radne taktove. Apple nije bio više avanturističan s bojama i dezenima, iMac G4 je bio dostupan samo u sniježno bijeloj boji.

## iMac G5
Nakon što je IBM predstavio novu petu generaciju PowerPC mikroprocesora, Apple je na tržište izbacio iMac G5 u travnju 2005.  koji je imao novi i osvježeni dizajn: odbačeno je postolje tako da je matična ploča, i sve ostale radne komponete sada smješene u istom (malo podebelom) kućištu LCD zaslona. Za optičku jedinicu koristi se motorizirana jedinica, bez ladice. Prilikom najave, Apple je predstavio dva modela s različitim veličinama zaslona: 17" i 20". U kasnijim osvježenim modelima, iMac G5 dobiva i ugrađenu iSight kameru, te  FrontRow korisničko sučelje.
iMac G5 je zadnje PowerPC stolno računalo koje je Apple proizveo, jer 2006. Apple ulazi u ugovor s tvrtkom Intel zbog korištenje njihove mikroprocesorske tehnologije.

## iMac s Intelovim mikroprocesorima
Od 2006. svaki iMac dolazi s Intelovim procesorom. Prvi iMac s Intelovim procesorom je imao kućište od polikarbonata, a bio je dostupan s Intel Core Duo i Intel Core 2 Duo procesorima. Taj model je bio u prodaji do 2007. kada ga je zamijenio model s metalnim kućištem i Intel Core 2 Duo procesorom. U listopadu 2009. Apple je izbacio novi model čiji je ekran bio u 16:9 formatu (ekran prijašnjeg modela je bio u 16:10 formatu). Apple je promijenio i procesore u novim modelima ( Intel Core 2 Duo, i3, i5, i7). Tri godine kasnije, u studenom 2012., Apple je izbacio model koji je bio identičan prijašnjem, samo što je bio tanji. U listopadu 2014. Apple je izbacio iMac s ekranom 5K rezolucije (Retina iMac).

## iMac Pro
Apple je najavio ovaj uređaj na WWDC17 (5. lipnja 2017.). iMac Pro izgleda kao uobičajeni iMac, ali je u Space Grey boji i znatno je jači. Ovaj uređaj bi trebao izaći u prosincu 2017.